# Ghennadi Miciurin
Ghennadi Mihailovici Miciurin (în rusă Геннадий Михайлович Мичурин, n. 3 septembrie 1897 – d. 12 octombrie 1970, Leningrad, RSFS Rusă, URSS) a fost un actor de teatru și film sovietic. A fost distins cu titlul de Artist emerit al RSFSR (1939) și a fost laureat al premiului Stalin cl. a III-a (1950).

## Biografie
Ghennadi Miciurin a studiat în anii 1917-1918 la școala de teatru din Petrograd sub îndrumarea lui Leonid Vivien. În 1918 a devenit actor la Teatrul Dramatic Balșoi, unde a jucat până în 1931. În 1931 s-a mutat la Moscova și până în 1937 a jucat pe scena Teatrului Vs. Meyerhold.
Părăsește teatrul lui Мeyerhold în 1937, apoi lucrează pentru o scurtă perioadă la Teatrul Мossovet.Potrivit unora, a fost arestat în dosarul lui Meyerhold, dar eliberat după interogatoriu. În 1939 s-a întors la Teatrul Dramatic M. Gorki.
Începând din 1945 a fost actor la Teatrul Dramatic A.S. Pușkin din Leningrad.
Ghennadi Miciurin a debutat în cinematografie în anul 1923, jucând rolul lui Dmitri Karakozov în filmul Дворец и крепость.
A murit la 12 octombrie 1970 în Leningrad. A fost înmormântat în cimitirul Serafimovski.

## Activitatea artistică

### Roluri în teatru
Teatrul dramatic Balșoi
- 1920 — Prințul Alexei  de Dmitri Merejkovski. Punere în scenă de A. N. Benoit și A. N. Lavrentiev — Blumetrost
- 1920 — Neguțătorul din Veneția de William Shakespeare. Punere în scenă de A. N. Benoit — prințul de Aragon
- 1921 — Slugă la doi stăpâni de Carlo Goldoni. Punere în scenă de A. N. Benoit — Silvio
- 1921 — A douăsprezecea noapte de William Shakespeare. Punere în scenă de N. V. Petrov — sir Andrew Aguecheek
- 1924 — Conspirația împărătesei de A. N. Tolstoi și P. E. Șegolev — Protopopov

### Filmografie
- 1923 — Дворец и крепость — Karakozov
- 1925 — Степан Халтурин — ofițer de jandarmi
- 1926 — Декабристы — prințul Trubețkoi
- 1927 — Кастусь Калиновский — Danzas
- 1927 — Поэт и царь — Danzas
- 1927 — Пурга — partizanul Vladimir Gurov
- 1928 — Золотой клюв — Мarei
- 1928 — Косая линия — Jilin
- 1928 — Мой сын — Andrei Surin[2]
- 1928 — Норд-ост — Vladimir Gurov
- 1929 — Флаг нации — inginerul Kurt
- 1930 — Orașe și ani — inginerul Kurt
- 1932 — Беглец — Schultz
- 1932 — Шакир
- 1932 — Победители ночи — Robert
- 1933 — Моя Родина — comandantul companiei
- 1933 — Отчаянный батальон — Iuriev
- 1935 — Лунный камень — profesorul Friedrich E. Dorn
- 1936 — Заключённые — inginerul Botkin
- 1937 — Дочь Родины — Ignat Vasiliok
- 1941 — Разгром Юденича — Оsokin
- 1946 — Сыновья — comandantul grupului de partizani
- 1949 — Константин Заслонов — Hirt
- 1952 — Cadavrul viu (film-spectacol din 1952), regia Vladimir Vengherov
- 1953 — Горячее сердце — Kuroslepov
- 1953 — Честь товарища — Rusanov
- 1955 — Таланты и поклонники — Gromilov
- 1957 — Его время придёт — Gutkovski
- 1958 — Красные листья — procurorul
- 1959 — Девочка ищет отца — colonelul german
- 1960 — Чужая беда
- 1961 — Первые испытания — pădurarul
- 1962 — В мёртвой петле
- 1968 — Всего одна жизнь

## Premii și distincții
- Ordinul „Insigna de Onoare” (1940)
- Artist emerit al RSFSR (1939)
- Premiul Stalin cl. a III-a (1950) — pentru interpretarea rolului Hirt în filmul Konstantin Zaslonov